# Mount Lugg
Mount Lugg ist ein teilweise schneebedeckter Berg im ostantarktischen Mac-Robertson-Land. In den Prince Charles Mountains ragt er 8 km südlich des Mount Hicks auf.
Wissenschaftler der Australian National Antarctic Research Expeditions (ANARE) fotografierten ihn 1971 von den geodätischen Stationen auf Mount Willing und Mount Hicks. Das Antarctic Names Committee of Australia benannte ihn nach Desmond James Lugg (* 1938), Arzt auf der Davis-Station im Jahr 1963 und Leiter der ANARE-Kampagnen zu den Prince Charles Mountains im Jahr 1970 und 1971.